# Runinskrift
Runinskrift är en text som skrivits med runor och som hör hemma inom det germanska skriftsystemet. Runalfabetet har förmodligen haft sin förebild i det latinska alfabetets versaler, alltså de stora bokstäverna. Antalet kända runinskrifter är mellan 5000 och 6000. De flesta förekommer i Skandinavien, framförallt i Sverige, där det finns över 3000 kända och av dessa finns drygt en tredjedel i Uppland. De äldsta inskrifterna kan dateras till omkring 200 e.Kr.. Runalfabetet användes under medeltid och även in i modern tid.
Under den romerska expansionen på kontinenten fick det latinska alfabetet en snabb spridning som slog ut runalfabetet, medan runskriften fortlevde långt in på medeltiden i de nordiska länderna, i vissa landskap som Gotland förekom det ännu på 1600-talet och i Dalarna så sent som på 1900-talet.
I Sverige utgör runstenar från 1000-talet den största gruppen av nu bevarade ristningar. Svenska runinskrifter sorteras under Runverket som är en del av Riksantikvarieämbetet. Normalt räknas en inskrift för texten på en sten, häll eller annat runristat föremål. 
En omfattande samling av runinskrifter finns i Samnordisk runtextdatabas. Den har ersatts av Riksantikvarieämbetets e-tjänst Runor.

## Några exempel

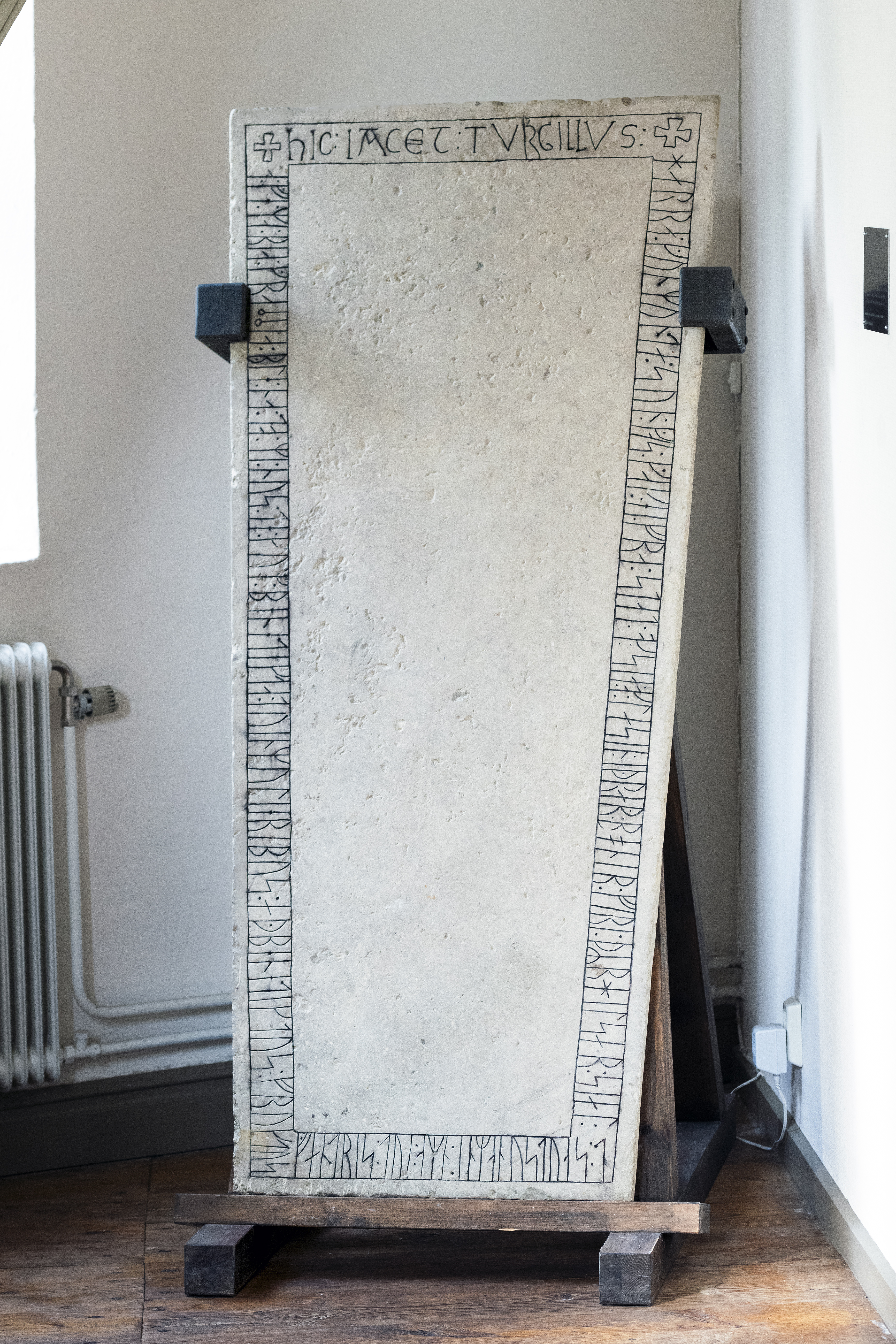
Gravhäll från Ukna medeltida kyrka, daterad till tiden runt år 1300. Sm 145

|  |  |  |